# Calycomyza meridiana
Calycomyza meridiana är en tvåvingeart som beskrevs av Friedrich Georg Hendel 1923. Calycomyza meridiana ingår i släktet Calycomyza och familjen minerarflugor. Inga underarter finns listade i Catalogue of Life.